# Beg tse
Beg tse es la única especie conocida del género extinto Beg de dinosaurio ceratopsiano neoceratopsiano, que vivió a mediados del período Cretácico, hace aproximadamente 100 millones de años, durante el Barremiense, en lo que es hoy Asia. Conocidos a partir de un cráneo parcial y muy fragmentaria postcraneal. Beg representa el neoceratopsiano más basal conocido actualmente. El holotipo , IGM 100/3652, fue descubierto cerca de la ciudad de Tsogt-Ovoo en la provincia de Ömnögovi de Mongolia. Descrito de la Formación Ulaanoosh, el espécimen data de hace 113 a 94 millones de años, en el límite del Cretácico Inferior y Superior.
Beg lleva el nombre de Beg-tse, una deidad del Himalaya, que es el dios de la guerra en la cultura mongola. La deidad a menudo se representa con una cara y cuerpo rugosos, similar a la apariencia del cráneo conservado del dinosaurio. Según el tamaño del cráneo, de unos 140 milímetros de largo, lo más probable es que Beg fuera un ceratopsiano basal de tamaño mediano, similar en tamaño a Yinlong y Liaoceratops. Muestra características de transición entre ceratopsianos basales y otros neoceratopsianos porque es filogenéticamente intermedio entre ellos. Otro material fósil, aunque fragmentario, incluye una costillas, la escápula izquierda parcial, el isquion derecho parcial y muchos fragmentos óseos que no se pueden identificar. Beg es conocido de la Formación Ulaanoosh del sur de Mongolia. Saurópodos , tortugas y huevos de dinosaurio asignados a Parafaveoloolithus sp. también se conocen de la formación.